# Acido idrossicitrico
L'acido idrossicitrico o HCA (dall'inglese hydroxycitric acid) è un derivato dell'acido citrico, presente in alcune varietà di piante tropicali come la Garcinia cambogia e l'Hibiscus sabdariffa.
L'HCA ha due configurazioni stereoisomeriche (2S, 3S) e (2S, 3R). Il (2S, 3S)-HCA è un inibitore della ATP citrato liasi, che è coinvolto nella sintesi degli acidi grassi. Il (2S, 3R)-HCA invece, inibisce l'α-amilasi pancreatica e l'α-glucosidasi intestinale, portando ad una riduzione del metabolismo dei carboidrati.
Studi di laboratorio e su animali hanno ottenuto risultati dimostranti una sua potenziale azione modulatrice sul metabolismo dei lipidi. Tuttavia, studi clinici hanno dimostrato che l'HCA non ha alcun effetto sulla perdita di grasso o sulla riduzione della massa grassa. Una meta-analisi pubblicata nel 2010 ha dimostrato che i consumatori di acido idrossicitrico sono due volte più esposti al rischio di effetti gastrointestinali avversi. Il consumo di acido idrossicitrico è sconsigliato ai pazienti che soffrono di colite o malattie infiammatorie croniche intestinali.
Inoltre è sconsigliata l'assunzione dell'acido idrossicitrico nei pazienti che risultano affetti dalle patologie: Alzheimer, demenza senile e diabete.